# Grand Hotel (Lund)
Pour les articles homonymes, voir Grand Hôtel.
 (avril 2022).
Si vous disposez d'ouvrages ou d'articles de référence ou si vous connaissez des sites web de qualité traitant du thème abordé ici, merci de compléter l'article en donnant les références utiles à sa vérifiabilité et en les liant à la section « Notes et références ».
 (septembre 2021).
Le Grand Hotel à Lund, dans le sud de la Suède, est l'un des plus anciens hôtels et restaurants de la ville et le seul palace de la ville. C'est un hôtel quatre étoiles.

## Histoire
L'hôtel a été conçu par l'architecte de la ville d'Helsingborg, Alfred Hellerström, et construit dans le style historiciste entre 1896 et 1898 sur la place Bantorget, dans l'actuelle Centrala staden. L'inauguration a eu lieu le 12 octobre 1899. Le décor intérieur est caractérisé par l'Art Nouveau, particulièrement dans le hall, la cage d'escalier et le grand hall. Le Grand Hôtel est situé au cœur du centre-ville médiéval, à 150 mètres de la gare centrale de Lund. Il compte désormais 84 chambres, dont 32 doubles et 52 simples[réf. nécessaire], ainsi que neuf salles de conférence.